# Pilisvörösvár
Pilisvörösvár  este un oraș în districtul Pilisvörösvár, județul Pesta, Ungaria, având o populație de 13.401 locuitori (2011). 

## Demografie
Componența etnică a orașului Pilisvörösvár
     Maghiari (73,86%)
     Germani (23,33%)
     Necunoscut (0,86%)
     Alții (1,96%)
Componența confesională a orașului Pilisvörösvár
     Romano-catolici (57,14%)
     Fără religie (9,47%)
     Reformați (5,43%)
     Atei (1,26%)
     Necunoscută (25,45%)
     Alte religii (2,25%)
Conform recensământului din 2011, orașul Pilisvörösvár avea 13.401 locuitori. Din punct de vedere etnic, majoritatea locuitorilor (73,86%) erau maghiari, cu o minoritate de germani (23,33%). Apartenența etnică nu este cunoscută în cazul a 0,86% din locuitori.  Din punct de vedere confesional, majoritatea locuitorilor (57,14%) erau romano-catolici, existând și minorități de persoane fără religie (9,47%), reformați (5,43%) și atei (1,26%). Pentru 25,45% din locuitori nu este cunoscută apartenența confesională.